# Marcus Bassaeus Rufus
 (janvier 2024).
La mise en forme du texte ne suit pas les recommandations de Wikipédia : il faut le « wikifier ».
Les points d'amélioration suivants sont les cas les plus fréquents. Le détail des points à revoir est peut-être précisé sur la page de discussion.
- Les titres sont pré-formatés par le logiciel. Ils ne sont ni en capitales, ni en gras.
- Le texte ne doit pas être écrit en capitales (les noms de famille non plus), ni en gras, ni en italique, ni en « petit »…
- Le gras n'est utilisé que pour surligner le titre de l'article dans l'introduction, une seule fois.
- L'italique est rarement utilisé : mots en langue étrangère, titres d'œuvres, noms de bateaux, etc.
- Les citations ne sont pas en italique mais en corps de texte normal. Elles sont entourées par des guillemets français : « et ».
- Les listes à puces sont à éviter, des paragraphes rédigés étant largement préférés. Les tableaux sont à réserver à la présentation de données structurées (résultats, etc.).
- Les appels de note de bas de page (petits chiffres en exposant, introduits par l'outil «  Source ») sont à placer entre la fin de phrase et le point final[comme ça].
- Les liens internes (vers d'autres articles de Wikipédia) sont à choisir avec parcimonie. Créez des liens vers des articles approfondissant le sujet. Les termes génériques sans rapport avec le sujet sont à éviter, ainsi que les répétitions de liens vers un même terme.
- Les liens externes sont à placer uniquement dans une section « Liens externes », à la fin de l'article. Ces liens sont à choisir avec parcimonie suivant les règles définies. Si un lien sert de source à l'article, son insertion dans le texte est à faire par les notes de bas de page.
- La présentation des références doit suivre les conventions bibliographiques. Il est recommandé d'utiliser les modèles {{Ouvrage}}, {{Chapitre}}, {{Article}}, {{Lien web}} et/ou {{Bibliographie}}. Le mode d'édition visuel peut mettre en forme automatiquement les références.
- Insérer une infobox (cadre d'informations à droite) n'est pas obligatoire pour parachever la mise en page.

Pour une aide détaillée, merci de consulter Aide:Wikification.
Si vous pensez que ces points ont été résolus, vous pouvez retirer ce bandeau et améliorer la mise en forme d'un autre article.
Marcus Bassaeus Rufus est un sénateur romain ayant occupé plusieurs postes sous les règnes des empereurs Antonin le Pieux, Marc Aurèle et Commode. Il a notamment exercé les fonctions de préfet des vigiles, gouverneur de l'Égypte romaine et préfet du prétoire.

## Biographie

### Origines
L'historien Anthony Birley décrit Marcus Bassaeus Rufus comme « un soldat coriace issu d'humbles origines paysannes italiennes ». Dion Cassius rapporte quant à lui deux anecdotes qui soulignent ses débuts plus modestes. Dans l'un d'eux, Rufus recevait un visiteur alors qu'il était occupé à tailler une vigne qui poussait sur un arbre ; quand Rufus ne descendait pas à la première sommation, l'homme l'avait réprimandé et lui avait dit : « Allons, préfet, descends. Dion explique alors de ce passage que: « C'est-à-dire qu'il avait utilisé ce titre en lui parlant comme à quelqu'un qui se comportait maintenant avec hauteur mais qui avait autrefois été de condition modeste; et c'est précisément ce titre que la Fortune lui donna par la suite. ». Dans la seconde, Rufus était présent lorsque Marc Aurèle parlait en latin à quelqu'un, mais ni l'homme à qui il s'adressait ni personne d'autre à proximité ne comprenaient l'empereur ; Rufus s'écria alors : « Ce n'est pas étonnant, César, qu'il ne sache pas ce que tu as dit ; car lui non plus ne comprend pas le grec. » Dion Cassius explique donc que même Rufus ignorait ce que disait Marc Aurèle.
Karol Kłodziński note que non seulement des « cinq préfets du prétoire des Antonins, dont le Cursus honorum complet est connu, seuls Quintus Marcius Turbo et Bassaeus Rufus ont obtenu la préfecture du prétoire sans obtenir le rôle de tres milices équestres », et, de plus, « tous deux ont été promus ordo equester en étant au grade de primus pilus ».

### Carrière publique
Sa carrière est relatée dans une inscription retrouvée à Rome, dont la publication a été depuis perdue. Comme mentionné, la carrière équestre de Bassaeus Rufus a commencé par sa nomination deux fois de suite au rang de primus pilus. Celui-ci a ensuite été nommé tribun militaire d'une cohorte vigilis, puis d'une cohorte urbaine et enfin d'une cohorte prétorienne. De là, il accède à des nominations civiles, en commençant par procureur des propriétés impériales dans les régions des Asturies et de Galice, puis par la suite procureur gouverneur de la province impériale de Norique avant la fin du règne de l'empereur Antonin le Pieux. Après la mort de ce dernier, Bassaeus devient procurateur de la province de Gaule Belgique et des deux Germanies. Les fonctions du rôle exercé par celui-ci consistaient notamment à superviser la répartition des fonds pour les armées du Rhin. Rufus a dû se distinguer dans cette nomination, car il est par la suite nommé au rôle de praefectus a rationibus, c'est-à-dire responsable du secrétariat impérial à Rome.
Rufus est ensuite promu préfet des vigiles à une date inconnue, quoique avant le 10 mars 168, selon une inscription portant cette date. Entre cette date et le 10 juillet de la même année, il est promu préfet d'Égypte. Cependant, Marc Aurèle trouva que Bassaeus était nécessaire à un poste plus important, et à une date inconnue avant la mort de Lucius Aurelius Verus au début de 169, Bassaeus Rufus est promu préfet du prétoire. Peu de temps après, il accueille Marcus Macrinius Vindex comme collègue au poste de préfet du prétoire.
Tous deux ont été sélectionnés pour aider à faire face à la menace posée par les Marcomans à la frontière du Danube, le précédent préfet du prétoire, Titus Furius Victorinus, ayant été tué l'année précédente au cours d'une bataille contre ces mêmes envahisseurs. Néanmoins, leurs responsabilités ne se limitaient pas uniquement aux questions militaires. Une inscription récupérée du Saepinum (Sepino moderne) montre la réponse de Rufus et Vindex à une pétition de l'affranchi impérial Cosmus concernant la gestion des troupeaux impériaux.
Rufus est également impliqué dans une autre affaire, entendue par l'empereur Marc Aurèle, qui concernait son ancien tuteur Hérode Atticus : Hérode avait accusé trois rivaux d'Athènes de conspirations, et ces trois hommes firent appel à l'Empereur à son quartier général de Sirmium. Hérode, qui avait perdu peu avant la rencontre deux jeunes esclaves tuées par la foudre, ne présenta pas son cas correctement, attaquant Bassaeus pour « m'avoir sacrifié au caprice d'une femme et d'un enfant de trois ans !" Rufus, qui observait tout cela, ne tira de cela qu'une seule conclusion : Hérode voulait mourir.
Sous les deux préfets Rufus et Vindex, les victoires se succèdent pour les Romains. Bien que Vindex ait trouvé la mort en 172, Rufus s'est distingué : l'inscription romaine perdue indique qu'il a reçu une dona militaria appropriée à son rang. Rufus est également connu pour avoir accompagné Marc Aurèle au front en juillet 175, après quoi l'empereur lui décerna une autre distinction : celle de consularia ornamenta. Cette distinction est l'équivalent du consulat pour les non-sénateurs, et était communément accordé aux préfets du prétoire qui avaient un mandat réussi. Rufus l'a reçu lors du triomphe que Marc Aurèle a célébré à son retour à Rome le 23 décembre 176. Celui-ci se retira de la vie publique peu de temps après.